# Пероза Канавезе
Пероза Канавезе (итал. Perosa Canavese) је насеље у Италији у округу Торино, региону Пијемонт.
Према процени из 2011. у насељу је живело 484 становника. Насеље се налази на надморској висини од 269 м.

## Становништво
Према резултатима пописа становништва 2011. у општини је живело 556 становника.
| 1931. | 1936. | 1951. | 1961. | 1971. | 1981. | 1991. | 2001. | 2011. |
| ----- | ----- | ----- | ----- | ----- | ----- | ----- | ----- | ----- |
| 527   | 491   | 457   | 410   | 424   | 434   | 473   | 559   | 556   |